# Katul
Gaj Valerije Katul (Gaius Valerius Catullus Veronensis, Verona, oko 87. pr. Kr. - ?, 54. pr. Kr.) bio je rimski lirski i elegijski pjesnik.
Katul je, uz Horacija, najveći rimski liričar, te najistaknutiji, i nama daleko najpoznatiji predstavnik prve rimske liričarske škole — neoterika.  Neoterici (lat. poetae novi) prenijeli su helenistički pristup poeziji u Rim i tako stvorili temelje nove poetike u rimskoj književnosti. Kao prevodilac i adaptator grčkih liričara, Katul je bio i poveznica između starogrčkog i europskog pjesništva.

## Životopis
Gaj Valerije Katul rođen je u Veroni, u bogatoj patricijskoj obitelji. Slijedeći uobičajen obrazovni put mladića svojeg položaja, s 18 godina stigao je u Rim, gdje se u to doba u dramatičniom ritmu smjenjuju događaji od povijesne važnosti. Naime, to je Rim Gaja Marija i Sule, Cicerona i Katiline, Pompeja i Cezara, Rim u kojem se kroz krvave građanske borbe priprema propast republike i rađanje carstva. No Katula politika sasvim očito nije zanimala, i on se s jedne strane predao prilično intenzivnom književnom radu, a s druge - vjerojatno još intenzivnije - svim užicima koje mu je velegrad mogao pružiti. 
Vezu s jednom udanom, ali fatalnom ženom koja je, zacijelo starija od njega, imala uz njega i mnoge druge ljubavnike, Katul je pretvorio u poetsku legendu. U čast Sapfe, pjesnikinje s Lezba, nazvao je svoju voljenu Lezbijom, a pravo joj je ime vjerojatno bilo Klodija. U nizu pjesama (tzv. "roman o Lezbiji") Katul bilježi mnoge potankosti intimne drame, koja, nakon brojnih privremenih rastanaka, dovodi i do definitivnog raskida. 
Iako je Katul bio relativno bogat, ipak je rasipnički život ugrozio njegove novčane prilike, pa je pjesnik otišao u pratnji jednog propretora točnije Gaja Memija u Bitiniju, no ni tamo nije našao bogatstvo; bio je to, čini se, jedini njegov boravak izvan Italije.
Nakon povratka s tog putovanja Katul više nije dugo živio: umro je oko 54. pr. Kr., dakle, vjerojatno u trideset trećoj godini života, za rimske pojmove još u mladićkoj dobi. Premda se Katul svakako kretao u krugovima rimskih intelektualaca i političara, njegov je život ostavio traga samo u poeziji, i upravo iz njegovih pjesama rekonstruiramo većinu podataka za njegov životopis.

## Djelo
Sve su Katulove pjesme skupljene već u antici u jednu knjigu koja obuhvaća otprilike 2400 stihova i 116 pjesama. 
Antički su priređivači te pjesme rasporedili prema formi: na početku je 60 tekstova u različitim metrima preuzetim iz grčke lirike, zatim slijedi 8 većih pjesama, od kojih je jedna mali ep (o svadbi Peleja i Tetide), a dvije epitalamiji, literarne svadbene pjesme (ujedno prvi takvi tekstovi na latinskom).  Zbirku zaključuje 48 epigrama u elegijskom distihu. 
Gotovo sve forme kojima se služio, Katul je prvi primijenio u rimskoj poeziji, no većina ih je preuzeta od Grka. Dok su neke pjesme izravni prijevodi grčkog originala (Sapfe, Kalimaha), Katulovi se sadržaji kreću od najiskrenijih ljubavnih stihova rimskog pjesništva do duhovitih i ponekad vulgarnih napada na literarne protivnike i rivale u ljubavi ili do genre-sličica i mitoloških prikaza u duhu helenističke poezije.

## Recepcija
Utjecaji Katulova pjesništva kod Hrvata, slabiji od utjecaja Horacija ili Vergilija, mogu se pratiti već u renesansnoj dubrovačkoj lirici. Neke su Katulove pjesme prepjevali u nas Dinko Ranjina, Ignjat Đurđević i Ivan Gundulić od starijih, a u novije doba Nikola Šop i Nikola Milićević; Katulov opus u cijelosti je preveo Dubravko Škiljan, 1979.